# الصخب والعنف
الصخب والعنف (بالإنجليزية: The Sound and the Fury)‏ رواية للمؤلف الأمريكي ويليام فوكنر، تتضمن العديد من الأساليب السردية، متضمنةً سيل الوعي. نُشرت عام 1929، وكانت رواية فوكنر الرابعة. لم تنجح الرواية فور صدورها. مع ذلك، عام 1931، عندما نُشرت رواية فوكنر السادسة، الملاذ، أصبحت رواية الصخب والعنف ناجحةً تجاريًا أيضًا، وبدأ فوكنر يحظى باهتمام النقاد.
عام 1998، صنفت المكتبة الحديثة رواية الصخب والعنف في المرتبة السادسة ضمن قائمتها لأفضل 100 رواية باللغة الإنجليزية في القرن العشرين.

## نظرة عامة
تدور أحداث الرواية في جيفرسون، مسيسيبي، حول عائلة كومسون، وهي عائلة أرستقراطية جنوبية، تكافح للتعامل مع تفكك الأسرة وسمعتها. على مدى نحو ثلاثين عامًا تسقط الأسرة في الخراب المالي، وتفقد إيمانها الديني واحترام مدينة جيفرسون، ويموت الكثير منهم موتًا مأساويًا.
تنقسم الرواية إلى أربعة أقسام. الأول، أبريل 1928، مكتوب من منظور بنيامين (بنجي) كومسون، وهو رجل معاق ذهنيًا عمره 33 عامًا. يتميز قسم بنجي بأسلوب سردي شديد التفكك مع فترات ترتيب زمني متكررة. الجزء الثاني، يونيو 1910، يركز على كوينتن كومسون، الأخ الأكبر لبنجي، والأحداث التي أدت إلى انتحاره. هذا القسم مكتوب على نمط سيل الوعي، ويتضمن فترات من التسلسل الزمني المنتظم.
في القسم الثالث، الذي تدور أحداثه في نفس الفترة الزمنية للقسم الأول، يروي فوكنر من وجهة نظر جيسون، أخي كوينتن الأصغر الساخر. في القسم الرابع والأخير، يروي فوكنر من وجهة نظر الشخص الثالث، ويركز في المقام الأول على ديلسي، إحدى الخدم السود لعائلة كومسون، وعلاقتها بجيسون والآنسة كوينتين كومسون (ابنة كادي)، مع لمحات من أفكار وأفعال كل شخص في الأسرة.
عام 1945، كتب فوكنر (ملحق كومسون) ليُتضمن في الطبعات المستقبلية للرواية، ويتكون من 30 صفحة تتضمن تاريخ عائلة كومسون في الفترة 1699 - 1945.

## الحبكة

### الجزء الأول: 7 أبريل 1928
الجزء الأول من الرواية يرويه بنجي كومسون، مصدر عار العائلة بسبب ضعف قدراته العقلية. كانت الشخصيات الوحيدة التي تظهر الرعاية الحقيقية له هي كادي أخته الكبرى، وديلسي الخادمة السمينة. السرد هنا غير خطي، يمتد في الفترة 1898-1928، يُعَد سرد بنجي سلسلة من الأحداث غير المتسلسلة زمنيًا، تُقدم بأسلوب سيل الوعي. الغرض من الخط غير المنتظم في قسم بنجي الإشارة إلى التحولات الكبيرة في السرد. استخدم فوكنر أحبارًا ملونة للدلالة على الفواصل الزمنية. هذه اللاخطية تجعل أسلوب هذا القسم تحديًا خاصًا، ورغم عدم الترابط الزمني، يتطور الأسلوب، ويبين رؤية غير متحيزة حول الدوافع الحقيقية للعديد من الشخصيات.
إضافةً إلى ذلك، فإن التغير الحاصل في الشخصيات التي ترعى بنجي تشير إلى تغير الفترات الزمنية: لستر في الوقت الحاضر، وتي بي في سنوات مراهقة بنجي، وفيرش في فترة رضاعته وطفولته. في هذا القسم، نرى ثلاثة أشياء يحبها بنجي: النار، وملعب الغولف على الأرض التي كانت تنتمي إلى عائلة كومسون، وأخته كادي. لكن بحلول 1928، نُفيت كادي من منزل كومسون بعد أن طلقها زوجها لأن طفلها لم يكن ابنه، وباعت العائلة المرعى المفضل لديه لنادي الغولف المحلي من أجل تمويل تعليم كوينتن في هارفارد.
في المشهد الافتتاحي، يشاهد بنجي -برفقة لستر، الصبي الخادم- لاعبي الغولف في الملعب المجاور، وينتظر سماعهم ينادون «كادي» حامل حافظة مضارب الغولف، وهو نفس اسم أخته المفضلة كادي. عندما يدعو أحدهم حامل حافظة الغولف، يبدأ عقل بنجي زوبعة من الذكريات عن أخته كادي، مع التركيز على مشهد محدد. عام 1898 عندما توفيت جدتهم، أُجبر أطفال كومسون الأربعة على اللعب في الخارج في أثناء الجنازة. ولرؤية ما يجري في الداخل، تسلقت كادي شجرة في الفناء، وفي أثناء نظرها إلى الداخل، نظر إخوتها -كوينتين وجيسون وبنجي- ولاحظوا أن ملابسها الداخلية كانت موحلة. هذه هي الذكرى الأولى لبنجي، وهو يربط كادي بالأشجار، وفي كثير من الأحيان يقول إن لها رائحة كرائحة الأشجار. من بين الذكريات المهمة الأخرى في هذا القسم تغيير اسم ماوري إلى بنجي عام 1900 عند اكتشاف إعاقته، وزواج كادي وطلاقها (1910)، وإخصاء بنجي، الناتج عن هجومه على فتاة يُلَمح اليها بإيجاز في هذا الفصل عندما تُترك إحدى البوابات مفتوحة وبنجي دون رقابة.
غالبًا ما يجد القراء صعوبة في فهم هذا الجزء من الرواية بسبب لغته الانطباعية التي تتطلبها القدرات العقلية لبنيامين، إضافةً إلى التحولات المتكررة في الوقت والإطار.

### الجزء الثاني: 2 يونيو 1910
يعطي كوينتن، أذكى أبناء كومسون، أفضل مثال على تقنية السرد لفوكنر في الرواية. نراه طالب حديث في جامعة هارفارد، يتجول في شوارع كامبريدج، يفكر في الموت، ويتذكر قطيعة عائلته لأخته كادي. ومثل القسم الأول، فإن روايته ليست خطية بشكل صارم، رغم تشابك بعض الخيوط، التي يمكن تمييزها بوضوح، من ناحية كوينتن في هارفارد، وذكرياته من ناحية أخرى.
هاجس كوينتن الرئيسي هو عذرية ونقاء كادي. فهو مهووس بالمثالية الجنوبية عن الشهامة ويحمي النساء بشدة، خاصةً أخته. عندما انخرطت كادي في الاختلاط الجنسي، شعر كوينتن بالذعر. لذلك لجأ إلى والده للحصول على المساعدة والنصيحة، لكن السيد كومسون البراغماتي يقول إن العذرية اخترعها الرجال ولا ينبغي أن تؤخذ على محمل الجد، وأخبر كوينتن أن الوقت كفيل بشفاء كل شيء. يقضي كوينتين معظم وقته في محاولة إثبات خطأ والده، لكنه غير قادر على ذلك. قبل أن يغادر كوينتن إلى هارفارد بوقت قصير في خريف 1909، حملت كادي من عشيق لا تعرفه، ربما كان دالتون أميس، الذي يواجهه كوينتن. يتقاتل الاثنان، ومع هزيمة كوينتن المهينة، تقرر كادي عدم التحدث إلى دالتون مرةً أخرى. يقول كوينتن لوالده إنهما ارتكبا سفاح المحارم، لكن والده كان يعرف أنه يكذب.
كان بوسعه أن يحمي أخته بالانضمام إليها في أي عقوبة قد تضطر إلى تحملها، في رأيه، فهو يشعر بالحاجة إلى تحمل مسؤولية الخطيئة التي ارتكبتها كادي.
تتزوج كادي هربرت هيد، الذي يجده كوينتن مثيرًا للاشمئزاز، لكن كادي كانت مصرة، إذ يجب عليها أن تتزوج قبل ولادة طفلها. يكتشف هربرت أن الطفل ليس ابنه، ويطرد كادي وابنتها. يتجول كوينتن في هارفارد، تاركًا دروسه، مستسلمًا لحزنه على خسارة كادي. يلتقي بمهاجرة إيطالية صغيرة لا تتحدث الإنجليزية. يطلق عليها «أختي» ويقضي معظم اليوم في محاولة التواصل معها والعناية بها، لكن دون جدوى. يفكر بحزن في سقوط الجنوب وبؤسه بعد الحرب الأهلية الأمريكية. ينتحر كوينتن غرقًا ليتخلص من عذاب أفكاره وعواطفه المتضاربة.
القراء الذين يرون القسم الأول عسير الفهم، يرون القسم الثاني مستحيلًا! ليس فقط بسبب التسلسل الزمني غير المنتظم، بل إن فوكنر لا يراعي في هذا القسم أي قواعد لغوية أو إملائية أو علامات الترقيم، فيكتب سلسلة متهاوية من الكلمات والجمل، دون فصل أو إشارة إلى نهاية فكرة أو بداية أخرى، وذلك بغرض التعبير عن اكتئاب كوينتن الحاد وتدهور حالته الذهنية، ومن ثم يمكن القول إن كوينتن هو راو غير موثوق به أكثر من شقيقه بنجي. وبسبب التعقيد المذهل لهذا القسم، يحظى بالنصيب الأكبر من اهتمام الباحثين.

### الجزء الثالث: 6 أبريل 1928
القسم الثالث يرويه جيسون، الطفل الثالث المفضل لدى والدته كارولين. تبدأ الأحداث في اليوم السابق لقسم بنجي، يوم الجمعة العظيمة. من بين أقسام الأخوة الثلاثة، فإن جيسون هو الأكثر وضوحًا، ما يعكس رغبته الفردية في الحصول على الثروة. تتجلى هذه الرغبة بوضوح في استثماراته السيئة في القطن، التي ترمز للتدهور المالي في الجنوب. بحلول عام 1928، كان جيسون هو الأساس الاقتصادي للعائلة بعد وفاة والده. وهو يدعم والدته، وبنجي، والآنسة كوينتن (ابنة كادي)، وكذلك خدم العائلة. الواقع أن دوره يجعله مريرًا وساخرًا، ولا يتمتع إلا بقدر ضئيل من الحساسية العاطفية التي نراها في أخيه وأخته، إلى حد ابتزاز كادي لجعله الوصي الوحيد للآنسة كوينتن، ثم يستغل ذلك لاختلاس الأموال التي ترسلها كادي إلى ابنتها.
يروي الكاتب الجزء الأول من هذا القسم بطريقة خطية، بدايةً من يوم الجمعة العظيمة، حين يقرر جيسون ترك العمل للبحث عن الآنسة كوينتن، التي هربت مرةً أخرى. نرى الصراع بين السمتين السائدتين لعائلة كومسون، الذي تنسبه كارولين إلى الفرق بين دمها ودم زوجها. يعطينا القسم أيضًا صورةً أوضح للحياة المنزلية في عائلة كومسون.

### الجزء الرابع: 8 أبريل 1928
8 أبريل 1928 هو عيد الفصح يوم الأحد. يركز هذا القسم على ديلسي، الأم القوية لأسرة الخدم السوداء. فهي على النقيض من تدهور أسرة كومسون، تستمد الكثير من القوة من إيمانها، إذ تقف فخورة وسط عائلة محتضرة.
في يوم عيد الفصح، تأخذ ديلسي عائلتها وبنجي إلى كنيسة الملونين. ونشعر بعواقب الانحطاط والفساد التي عاشها كومسون لعقود. تُساء معاملة ديلسي وتُستغل، وتظل مع ذلك مخلصة. بمساعدة حفيدها لستر، تهتم ببنجي وتأخذه إلى الكنيسة، وتدفعها الموعظة إلى البكاء على عائلة كومسون.
يصل التوتر بين جيسون والآنسة كوينتن إلى نهايته الحتمية. تهرب كوينتن مع عامل سيرك، بعد أن سرقت كل المال المخبأ في خزانة جيسون. يبلغ جيسون الشرطة، لكن ذلك يعني اعترافه باختلاس أموال الآنسة كوينتن، لذلك فهو يتنازل عن القضية. وينطلق مرةً أخرى ليجدها بمفرده، لكنه يفقد أثرها في موتسون القريبة، ويتخلى عنها لأنها ذهبت إلى الأبد.

## روابط خارجية
- الصخب والعنف على موقع الموسوعة البريطانية (الإنجليزية)
- Hypertext edition of The Sound and the Fury
- The Sound and the Fury: A Study Guide
- Cliffs Notes
- A comprehensive guide to Faulkner, including chronologically organized breakdowns of Benjy and Quentin's sections.
- The Sound and the Fury study guide, teaching guide, themes, quotes
- William Faulkner quotes
- Book Drum illustrated profile of The Sound and the Fury